# المنشأ الأصلي للغات الإفريقية الآسيوية

توزع اللغات الإفريقية الآسيوية اليوم.

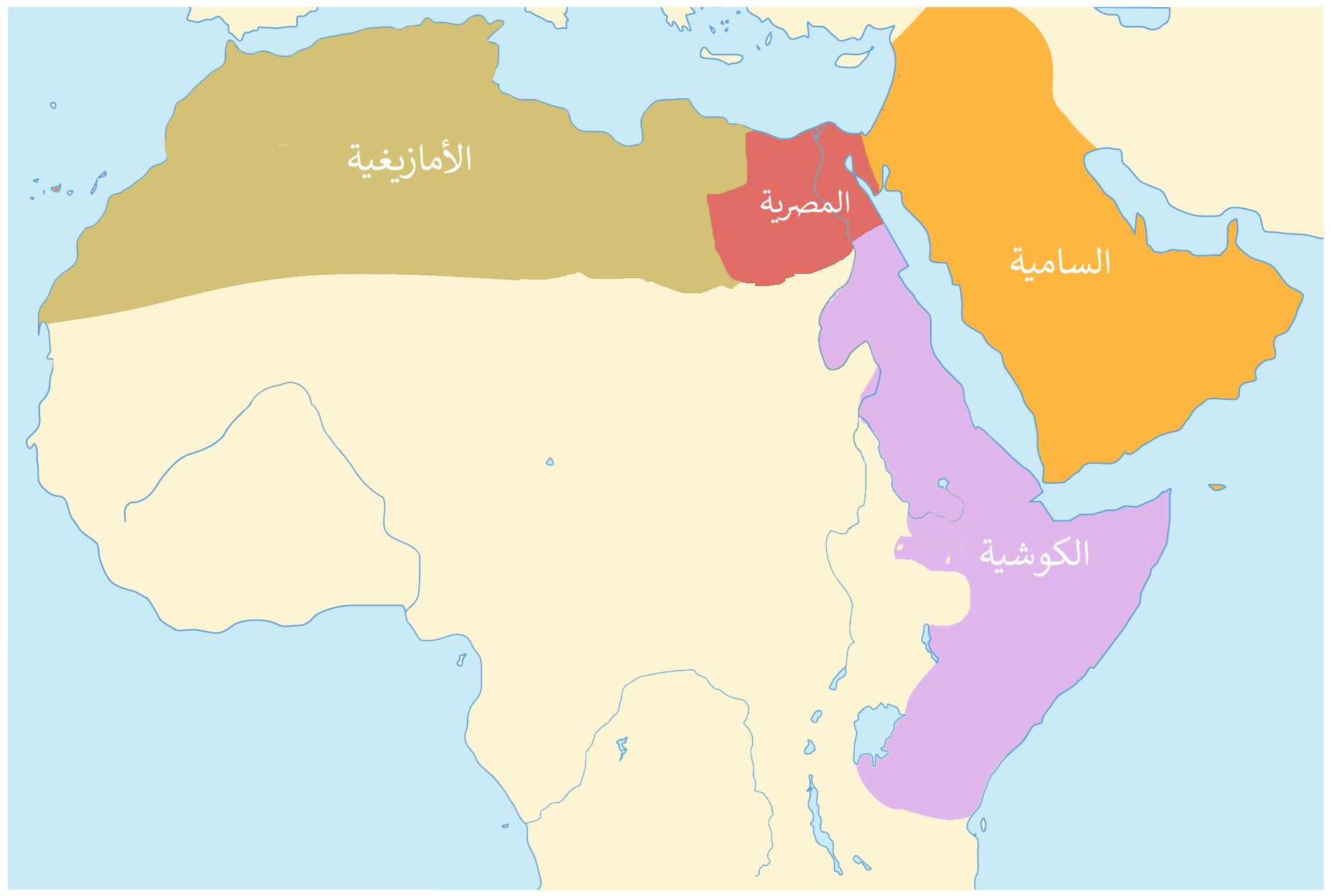
توزع اللغات الإفريقية الآسيوية نحو 500 ق.م.

المنشأ الأصلي (أورهايمت) للغات الإفريقية الآسيوية هو المكان المفترض الذي عاش فيه المتحدثون باللغة الإفريقية الآسيوية البدائية في مجتمع لغوي واحد، أو مجمع من المجتمعات، قبل أن تنتشر هذه اللغة الأصلية جغرافيًا وتنقسم إلى لغات منفصلة متمايزة. تُعرف منطقة الحديث هذه باسم أورهايمت («الوطن الأصلي» باللغة الألمانية). توزع اللغات الإفريقية الآسيوية اليوم في أجزاء من إفريقيا وغرب آسيا.
تستخدم اللغات الإفريقية الآسيوية المعاصرة في الشرق الأدنى، وشمال إفريقيا، والقرن الإفريقي، وأجزاء من الصحراء الكبرى/الساحل الإفريقي. توزع الفرضيات المختلفة للأورهايمت الإفريقي الآسيوي في جميع أنحاء هذه المنطقة، أي أنه يُفترض عمومًا أن اللغة الإفريقية الآسيوية البدائية كانت متحدثة في بعض المناطق حيث لا تزال اللغات الإفريقية الآسيوية حتى اليوم مستخدمة. على الرغم من ذلك، هناك جدل حول أي جزء من منطقة الكلام الإفريقي الآسيوي المعاصر يتوافق مع الوطن الأصلي.

## تاريخ الإفريقية الآسيوية
أقدم دليل مكتوب للغة إفريقية آسيوية هو نقش مصري قديم مؤرخ سنة 3400 قبل الميلاد تقريبًا (قبل 5400 سنة). تعود الرموز على الفخار الغرزي التي تشبه الهيروغليفية المصرية إلى 4000 قبل الميلاد تقريبًا، مما يشير إلى تاريخ محتمل أبكر. هذا يعطينا حدًا أدنى لتاريخ العمر الإفريقي الآسيوي. على الرغم من ذلك، فإن المصرية القديمة تختلف اختلافًا كبيرًا عن الإفريقية الآسيوية البدائية (ترومبيتي 1905: 1-2)، ويجب أن يكون قد انقضى وقت طويل بينهما. تختلف تقديرات التاريخ الذي كانت اللغة الإفريقية الآسيوية متحدثة فيه اختلافًا كبيرًا. يقع في نطاق يتراوح بين نحو 7500 قبل الميلاد (قبل 9500 سنة) ونحو 16000 قبل الميلاد (قبل 18000 سنة). وفقًا لأيجور م. دياكونوف (1988: 33ن)، جرى التحدث بالإفريقية الآسيوية في 10000 قبل الميلاد تقريبًا. وفقًا لكريستوفر إهرت (2002: 35-36)، جرى التحدث بالإفريقية الآسيوية في تاريخ أقصاه 11000 قبل الميلاد تقريبًا، وربما في وقت أبكر مثل 16000 قبل الميلاد. هذه التواريخ أقدم من التواريخ المرتبطة بمعظم اللغات البدائية الأخرى. من الناحية الثقافية، يقع هذا في فترة حضارة الهلفان التي ربما كانت من أصل إفريقي آسيوي.